# Horace Lyne
Pour les articles homonymes, voir Lyne.

a Compétitions nationales et continentales officielles uniquement.

b Matchs officiels uniquement.
Horace Sampson Lyne, né le 31 décembre 1860 à Newport, et mort le 1er mai 1949 dans la même ville, est un joueur de rugby à XV international gallois. Il évolue au poste d'avant tant en sélection nationale qu'avec le club de Newport RFC. Horace Lyne dispute cinq matchs avec l'équipe du pays de Galles. Il participe aux trois premiers tournois britanniques disputés par le pays de Galles.
Après avoir terminé sa carrière de joueur, il devient président de la fédération galloise de rugby à XV, la Welsh Rugby Union (WRU). Il exerce le mandat le plus long de la fédération. Lyne est également un des six représentants qui fonde l'International Rugby Board.

## Carrière en rugby à XV
Horace Lyne évolue avec le club de Newport avec qui il joue pendant sept saisons. Il est le capitaine de Newport dans sa dernière saison pleine en 1883-1884.
Horace Lyne honore sa première cape internationale quand il est retenu pour disputer le Tournoi britannique de rugby à XV 1882-1883 et la première rencontre entre le pays de Galles et l'Écosse. Lyne fait partie d'un pack de dix avants, formule tactique alors en cours. Sous le capitanat de Charlie Lewis, Lyne est un des trois néo-capés du pays de Galles, les deux autres sont John Arthur Jones de Cardiff RFC et John Griffin, un coéquipier de Newport. Le pays de Galles s'incline trois tirs à zéro.
Lyne dispute les quatre rencontres suivantes du pays de Galles, les trois du Tournoi britannique de rugby à XV 1884 et le match d'ouverture du Tournoi britannique de rugby à XV 1885, qui a lieu au stade St Helens de Swansea. Il prend sa retraite de joueur en 1885; il arbitre en 1885 la rencontre entre l'Angleterre et l'Irlande. 

## Statistiques

### En club
Horace Lyne dispute sept saisons avec le Newport RFC, toutes les statistiques ne sont pas disponibles. Il joue au moins 51 rencontres. 
| Saison    | Matchs | Pts | Essai | Drop |
| 1878-1879 | 1      | -   | -     | -    |
| 1881-1882 | 17     | -   | 1     | -    |
| 1882-1883 | 12     | -   | -     | -    |
| 1883-1884 | 18     | -   | -     | 1    |
| 1884-1885 | 3      | -   | -     | -    |
| Total     | 51     | -   | 1     | 1    |

### En équipe nationale
Horace Lyne dispute cinq matchs avec l'équipe du pays de Galles. Il participe à trois tournois britanniques dont notamment le tout premier tournoi disputé par le pays de Galles.
| Année     | Compétition         | Matchs | Points | Essais |
| 1882-1883 | Tournoi britannique | 1      | -      | -      |
| 1884      | Tournoi britannique | 3      | -      | -      |
| 1885      | Tournoi britannique | 1      | -      | -      |
| Total     | Total               | 5      | -      | -      |

## Carrière de dirigeant
Lyne prend un intérêt manifeste pour les affaires du rugby à XXV gallois alors qu'il est encore joueur, et lorsque la retraite de joueur arrive il commence à occuper des fonctions administratives dans ce sport. En 1887, avec le secrétaire de la WRU, Richard Mullock, Lyne devient un des deux représentants gallois au sein de l'International Board, l'organisme mis en place chargé de réguler les règles de ce sport au Royaume-Uni. Lyne siège au conseil d'administration de l'IB, qui devient plus tard l'International Rugby Board (IRB), entre 1887 et 1938. Lyne est apprécié comme dirigeant, comme une personne équitable. Il a également été un visionnaire, il s'est préoccupé de l'éloignement des positions des clubs du nord de l'Angleterre de l'IRB, des années avant la scission et la création du rugby à XIII. En tant que président de la Welsh Football Union, il rencontre le secrétaire de Neath, Walter E. Rees, l'homme avec lequel il dirige la WRU près de quatre décennies. En 1892 Lyne est élu en tant qu'un des quatre vice-présidents de la WRU, avec des responsabilités communes pour Cardiff et la région de l'est. Au cours de la même séance, Mullock, qui est extrêmement impopulaire auprès des clubs gallois, est remplacé comme secrétaire par William Gwynn.
En 1906, Lyne remplace Sir John T. Llewellyn comme président de la Welsh Rugby Union, un poste qu'il occupe jusqu'en 1947, ce qui en fait le président au mandat le plus long. Son successeur est Sir David Rocyn-Jones (1947-1953). 
Lyne est également le président du Newport Athletic Club de 1894 à 1949.